# Tramlijn 9 (Amsterdam)
 Tramlijn 9 is een voormalige tramlijn in Amsterdam. Tot 22 juli 2018 reed deze op de route Centraal Station – Plantage – Watergraafsmeer – Diemen (Sniep). Na bijna 115 jaar kwam het einde voor deze tramlijn, die sinds 1903 de verbinding tussen de Linnaeusstraat, de Plantage en het Centraal Station had verzorgd.

## Beknopte geschiedenis

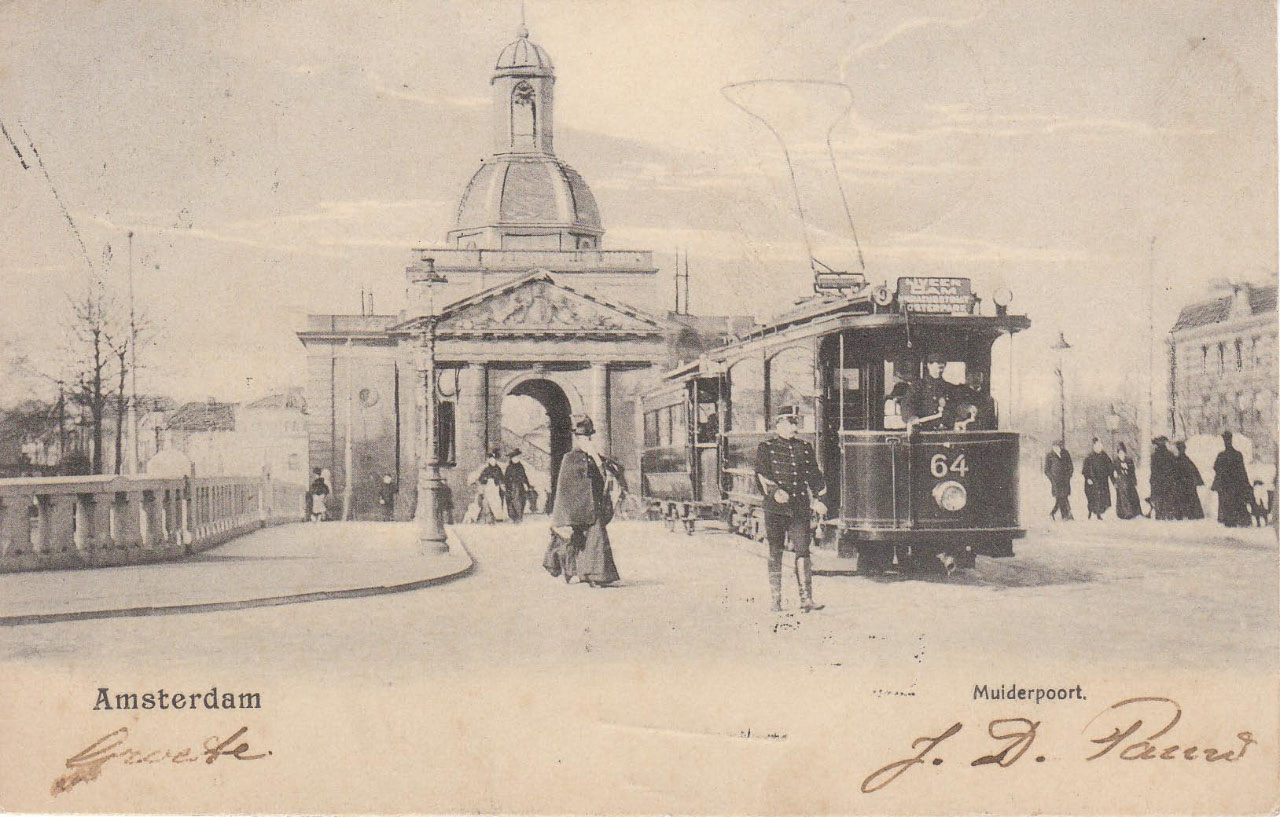
Tramlijn 9 met motorwagen 64 voor de Muiderpoort; 1904.

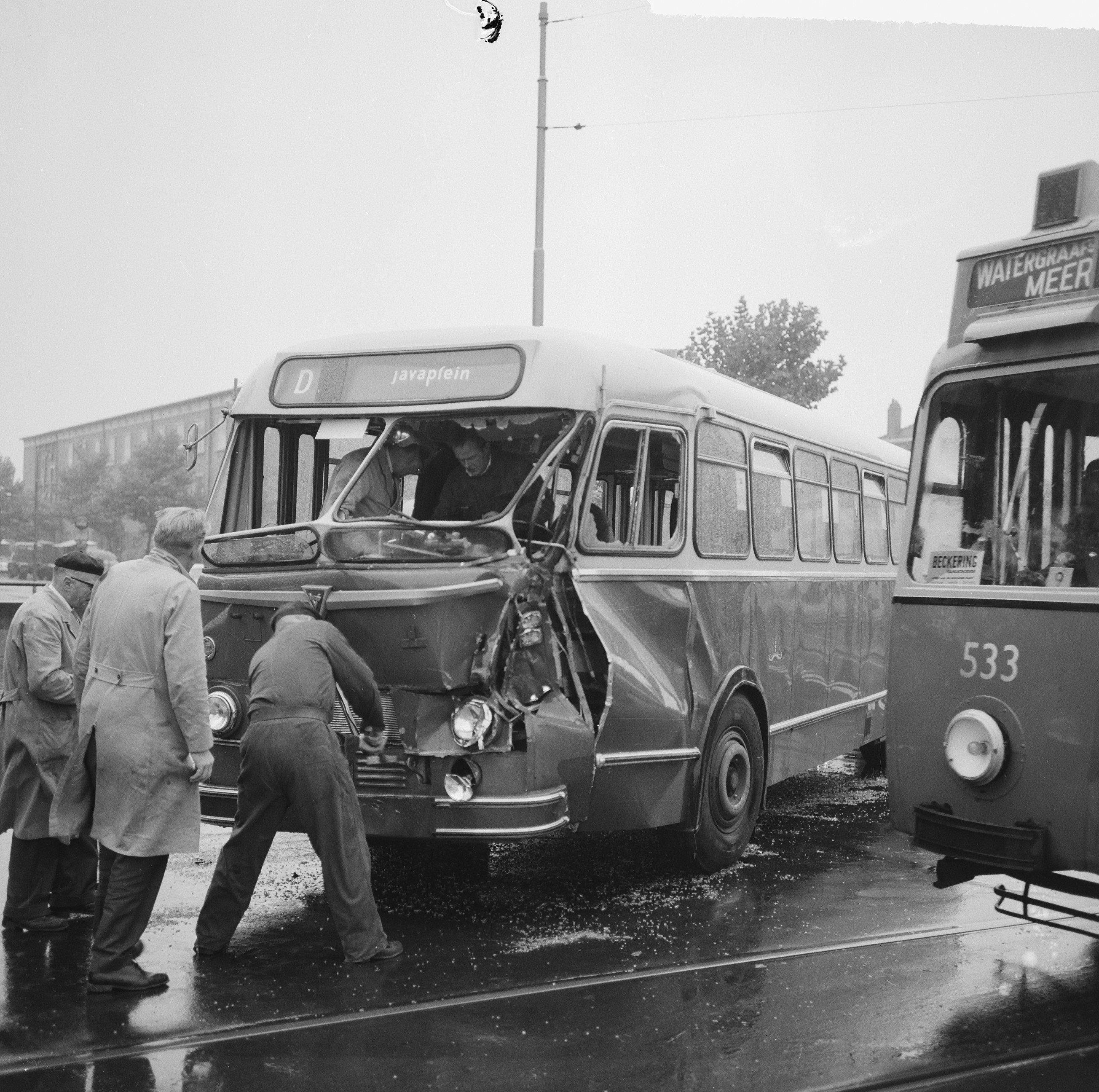
Aanrijding bus van lijn D met tram van lijn 9 op de Middenweg op 15 oktober 1964, de tram bestaat nog steeds als museumwagen

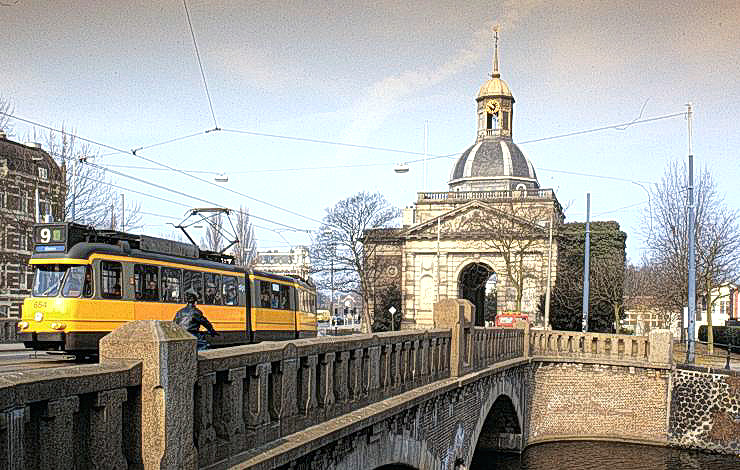
Tramlijn 9 bij de Muiderpoort.

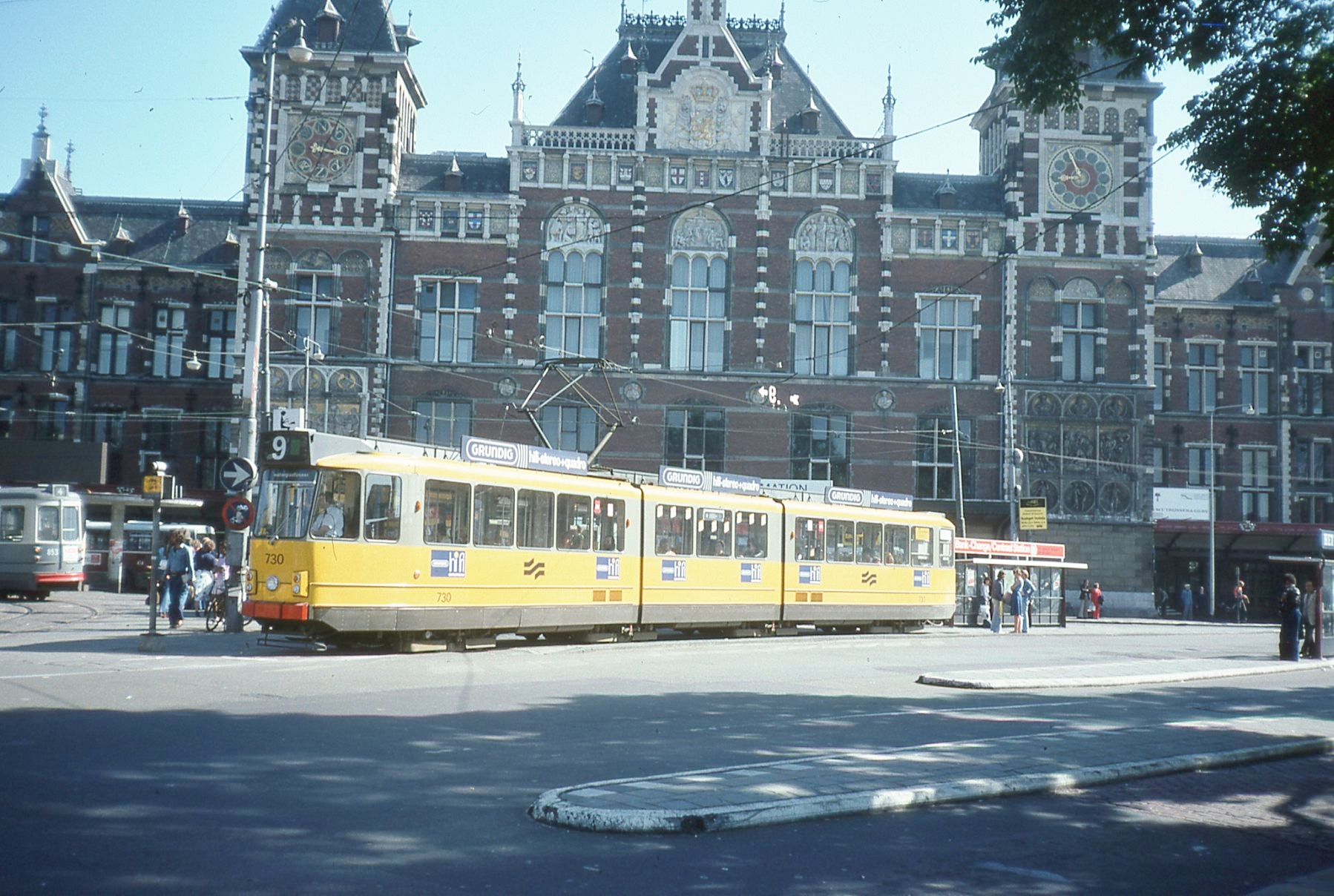
Tramlijn 9 met gelede wagen 730 (8G) op het Stationsplein; 1976.

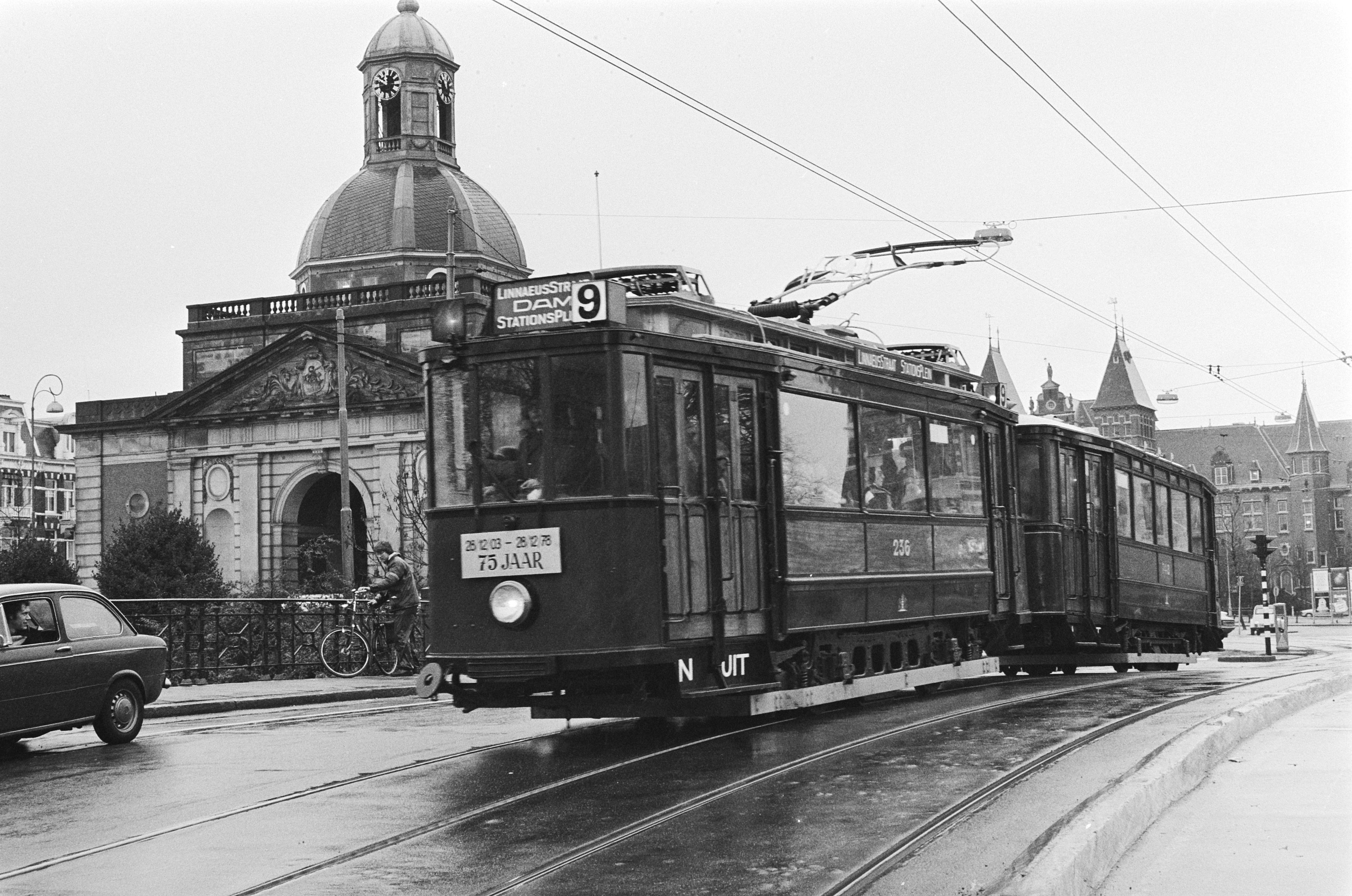
Museumtramstel 236+748 maakte ritten op lijn 9 t.g.v. het 75-jarige bestaan op 28 december 1978.

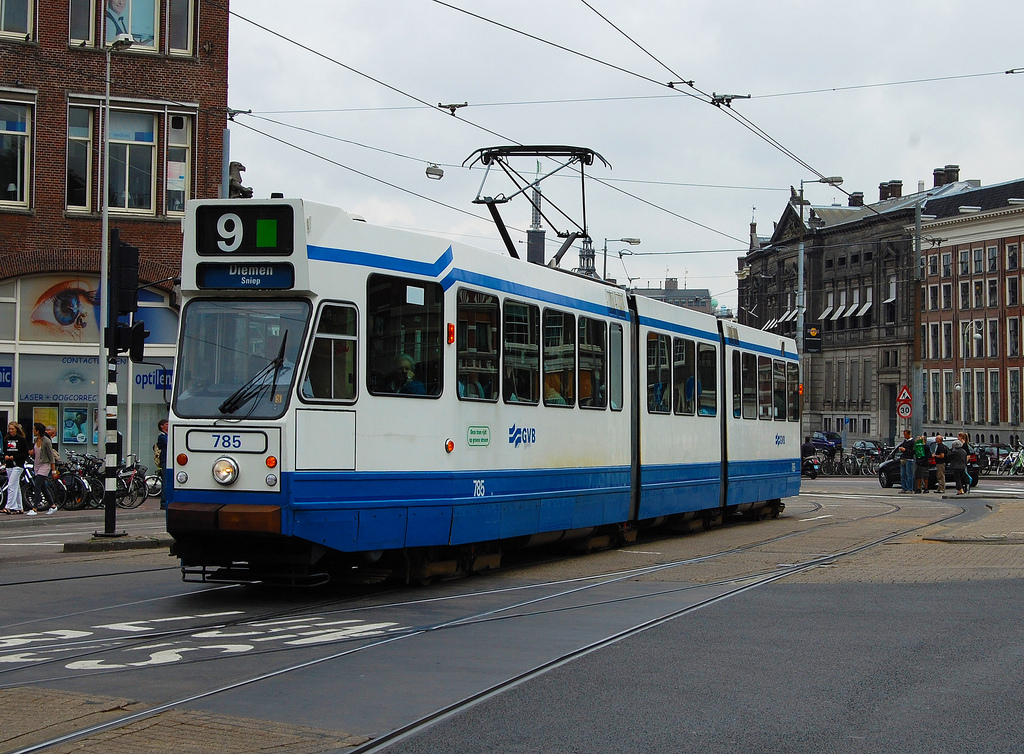
Tramlijn 9 op het Muntplein

In 1884 startte de Amsterdamse tramlijn 9 als paardentram. Vanaf 28 december 1903 was deze geëlektrificeerd en reed hij de route Dam – Rokin – Muntplein – Rembrandtplein – Waterlooplein – Plantage Middenlaan – Linnaeusstraat – Oosterpark. Vanaf 1904 reed lijn 9 door vanaf de Dam via Damrak naar Centraal Station.
Van 1915 tot 1921 reed lijn 9 vanaf het Stationsplein door naar de De Ruijterkade (IJveer). Met de komst van Kringlijn 22 werd lijn 9 weer ingekort tot het Stationsplein.
In 1932 werd lijn 9 vanaf het Alexanderplein verlegd via Mauritskade – Zeeburgerdijk – Borneostraat – Javaplein naar de Molukkenstraat.
In 1940 werd deze route verlaten. Lijn 9 ging vanaf de Mauritskade weer via de Linnaeusstraat rijden en werd daarbij verlengd naar de Middenweg in de Watergraafsmeer. Hierbij werd gedeeltelijk gebruikgemaakt van het tracé van de kort tevoren door de Gooische Stoomtram verlaten sporen in de Linnaeusstraat en op de Middenweg. In 1948 werd de keerlus bij Betondorp in gebruik genomen.
Van 3 november 1958 tot 26 november 1960 werd de Hortusbrug vernieuwd waarbij de lijn moest omrijden via de Sarphatistraat en de Utrechtsestraat. Tot 1967 reed lijn 9 richting Watergraafsmeer door de Nieuwe Amstelstraat. In dat jaar ontstond ruimte op het Waterlooplein en werd het traject door de Nieuwe Amstelstraat verlaten door voortaan in beide richtingen via het plein te rijden. Tot 1985 reed lijn 9 richting Centraal Station langs de Amstel. Daarna werd in beide richtingen via de Amstelstraat – Rembrandtplein – Reguliersbreestraat gereden.
In 1990 kwam de verlenging via de Hartveldseweg naar Diemen (Sniep) tot stand. Hiermee kreeg Diemen een halve eeuw na opheffing van de Gooise tram weer een tramverbinding met de Watergraafsmeer en verder. De Ajaxlus bleef echter beschikbaar voor het opstellen van extra trams bij een thuiswedstrijd. Met het verdwijnen van het stadion en de komst van een nieuwe woonwijk rond 1996 verdween de lus. Ter compensatie verscheen echter bij het Voorlandpad een keerdriehoek waar middels driehoeken ter plaatse nog altijd gekeerd kan worden. In 2018 werd de rijrichting van de lus in Diemen in verband met woningbouw omgedraaid.
Op 22 juli 2018, de dag dat de exploitatie op de Noord-Zuidlijn startte, werd lijn 9 opgeheven. Lijn 14 heeft het traject van het Centraal Station tot Alexanderplein overgenomen en lijn 19 heeft het traject overgenomen tussen het Alexanderplein en Diemen (Sniep).